# برنارد هاپکینز
برنارد هاپکینز (انگلیسی: Bernard Hopkins؛ زادهٔ ۱۵ ژانویهٔ ۱۹۶۵) بوکسور سابق اهل ایالات متحده آمریکا است.